# ألان هاوورث
ألان هاوورث هو لاعب هوكي الجليد كندي، ولد في 1 سبتمبر 1960 في درومونفيل في كندا.

## وصلات خارجية
- ألان هاوورث على موقع دوري الهوكي الوطني (الإنجليزية)
- ألان هاوورث على موقع قاعة مشاهير الهوكي (لاعب أن.إتش.أل) (الإنجليزية)
- ألان هاوورث على موقع EliteProspects.com (الإنجليزية)
- ألان هاوورث على موقع HockeyDB.com (الإنجليزية)
- ألان هاوورث على موقع Hockey-Reference.com (الإنجليزية)